# 徐元正
徐元正（1644年—1720年），字子貞，號靜園，浙江湖州府德清縣人，清朝政治人物。

## 生平
康熙二十四年（1685年）乙丑科進士。選翰林院庶吉士，散館授編修，三十年（1691年）充日講起居注官，四十二年（1703年）升侍讀學士，四十八年（1709年）升吏部右侍郎，四十九年（1710年）升工部尚書，五十年（1711年）以父老乞請回籍終養，五十九年（1720年）卒。

## 著作
著有《清嘯樓草》一卷及《鸞坡存草》一卷，收錄於《修吉堂遺稿》。

## 家族
父徐倬為康熙十二年（1673年）癸丑科進士。子徐志莘，以父蔭官順天府通判；第三女徐昭適曲阜衍聖公孔傳鐸；孫徐以升為雍正元年（1723年）癸卯恩科進士；曾孫徐開厚為乾隆十年（1745年）乙丑科進士；玄孫徐天柱為乾隆三十四年（1769年）己丑科榜眼。